# Cronartium himalayense
Cronartium himalayense är en svampart som beskrevs av Bagchee 1933. Cronartium himalayense ingår i släktet Cronartium och familjen Cronartiaceae.   Inga underarter finns listade i Catalogue of Life.